# Championnats du monde de taekwondo 2005
Les Championnats du monde de taekwondo 2005 se sont déroulés du 13 au 17 avril 2005 à Madrid (Espagne).

16 épreuves de taekwondo figuraient au programme, huit masculines et huit féminines, et classifiées par catégories de poids.

## Hommes
| Catégorie | Or               | Argent            | Bronze                                |
| --------- | ---------------- | ----------------- | ------------------------------------- |
| - 54 kg   | Kim Jin-Hee      | Feizollah Nafjam  | Gerardo Rodríguez Seïfoulla Magomedov |
| - 59 kg   | Ko Seok-Hwa      | Behzad Khodadad   | Long Dinh Thanh Sutthikunkarn Dech    |
| - 62 kg   | Kim Jae-Sik      | Márcio Wenceslau  | Llan Goldghmidt Kıvanç Dinçsalman     |
| - 67 kg   | Mark López       | Song Myeong-seob  | Aritz Itsisoa Dennis Bekkers          |
| - 72 kg   | Hadi Saei        | Alan Akoev        | Carlos Vásquez Niimi Takahino         |
| - 78 kg   | Steven López     | Ali Tajik         | Rosendo Alonso Daniel Jukicl          |
| - 84 kg   | Oh Seon-Taek     | Jon García        | Yousef Karami Bruno Ntep              |
| + 84 kg   | Rubén Montesinos | Abdelkader Zrouri | Heo Jun-Nyung Leonardo Basile         |

## Femmes
| Catégorie | Or                | Argent          | Bronze                                        |
| --------- | ----------------- | --------------- | --------------------------------------------- |
| - 47 kg   | Belén Asensio     | You Eun-Young   | Sümeyye Gülec Mandy Meloon                    |
| - 51 kg   | Wang Wing         | Brigitte Yagüe  | Nevena Lukić Daynellis Montejo                |
| - 55 kg   | Kim Bo-Hye        | Zeynep Murat    | Orphée Ladouceur-Nguyen (es) Eman Ahmed Helmy |
| - 59 kg   | Diana López       | Kim Sae-rom     | Karine Sergerie Bineta Diedhiou               |
| - 63 kg   | Edna Díaz         | Li Wen-Su       | Chonnapas Premwaew Carmen Marton              |
| - 67 kg   | Hwang Kyung-Seon  | Gwladys Épangue | Ibone Lallana Sandra Šarić                    |
| - 72 kg   | Natália Falavigna | Sarah Stevenson | Aitziber Los Arcos Jung Sun-Young             |
| + 72 kg   | Sin Kyung-Hyeon   | Ineabelle Díaz  | Laurence Rase Liu Riu                         |

## Tableau des médailles
| Rg. | Pays           | Médaille d'or, Coupe du Monde | Médaille d'argent, Coupe du Monde | Médaille de bronze, Coupe du Monde |    |
| --- | -------------- | ----------------------------- | --------------------------------- | ---------------------------------- | -- |
| 1   | Corée du Sud   | 7                             | 3                                 | 2                                  | 12 |
| 2   | États-Unis     | 3                             | 0                                 | 1                                  | 4  |
| 3   | Espagne        | 2                             | 2                                 | 4                                  | 8  |
| 4   | Iran           | 1                             | 3                                 | 1                                  | 5  |
| 5   | Brésil         | 1                             | 1                                 | 0                                  | 2  |
| 6   | Chine          | 1                             | 0                                 | 1                                  | 2  |
| -   | Mexique        | 1                             | 0                                 | 1                                  | 2  |
| 8   | France         | 0                             | 1                                 | 1                                  | 2  |
| -   | Russie         | 0                             | 1                                 | 1                                  | 2  |
| -   | Turquie        | 0                             | 1                                 | 1                                  | 2  |
| 11  | Chinese Taipei | 0                             | 1                                 | 0                                  | 1  |
| -   | Royaume-Uni    | 0                             | 1                                 | 0                                  | 1  |
| -   | Maroc          | 0                             | 1                                 | 0                                  | 1  |
| -   | Porto Rico     | 0                             | 1                                 | 0                                  | 1  |
| 15  | Australie      | 0                             | 0                                 | 3                                  | 3  |
| 16  | Canada         | 0                             | 0                                 | 2                                  | 2  |
| -   | Thaïlande      | 0                             | 0                                 | 2                                  | 2  |
| 18  | Allemagne      | 0                             | 0                                 | 1                                  | 1  |
| -   | Belgique       | 0                             | 0                                 | 1                                  | 1  |
| -   | Croatie        | 0                             | 0                                 | 1                                  | 1  |
| -   | Cuba           | 0                             | 0                                 | 1                                  | 1  |
| -   | Égypte         | 0                             | 0                                 | 1                                  | 1  |
| -   | Israël         | 0                             | 0                                 | 1                                  | 1  |
| -   | Italie         | 0                             | 0                                 | 1                                  | 1  |
| -   | Japon          | 0                             | 0                                 | 1                                  | 1  |
| -   | Pays-Bas       | 0                             | 0                                 | 1                                  | 1  |
| -   | Sénégal        | 0                             | 0                                 | 1                                  | 1  |
| -   | Venezuela      | 0                             | 0                                 | 1                                  | 1  |
| -   | Viêt Nam       | 0                             | 0                                 | 1                                  | 1  |